# 저지 마이크스 아레나
저지 마이크스 아레나(영어: Jersey Mike's Arena)은 미국 뉴저지주 피스카타웨이에 위치한 실내 경기장이다. 과거 NBA 뉴저지 네츠의 홈경기장으로 사용했다.